# Eduardo Cabrita

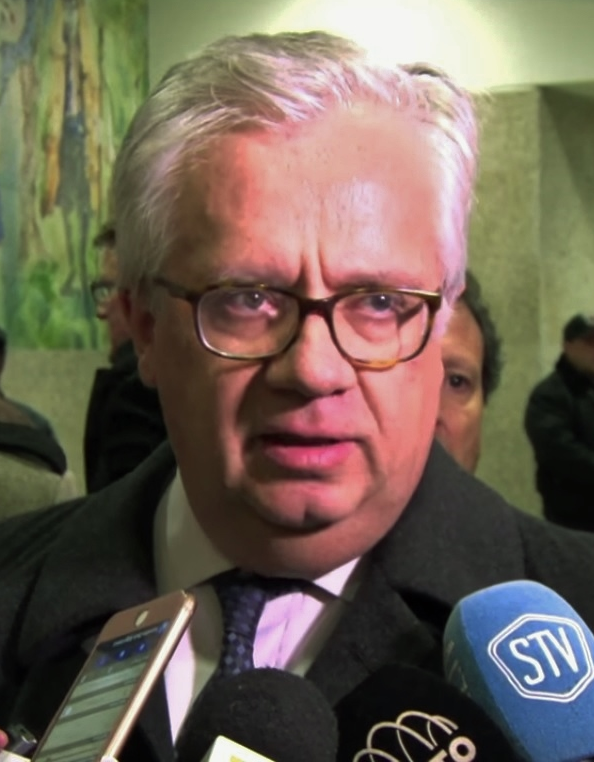
Eduardo Cabrita, 2017

Eduardo Arménio do Nascimento Cabrita (* 26. September 1961 in Barreiro) ist ein portugiesischer Jurist und Politiker des Partido Socialista (PS). Von 2015 bis 2017 war Cabrita im Kabinett Costa I Stellvertreter des Premierministers von Portugal. Nach dem Rücktritt von Constança Urbano de Sousa wurde er am 18. Oktober 2017 zum Innenminister ernannt. Im Kabinett Costa II blieb er in diesem Amt. Nach mehreren Skandalen trat er am 3. Dezember 2021 zurück. Bis zur (vorgezogenen) nächsten Parlamentswahl Ende Januar 2022 übernimmt Justizministerin Francisca Van Dunem seine Funktion zusätzlich.

## Beruflicher Werdegang
Cabrita studierte Rechtswissenschaften an der Juristischen Fakultät der Universität Lissabon. Nach dem licenciado lehrte Cabrita dort von 1982 bis 1988 Finanzwissenschaft und Steuerrecht und war von 1984 bis 1985 Verwaltungsratsmitglied derselben Universität. Von 1986 an war er im Juristischen Dienst der portugiesischen Autoridade Tributária e Aduaneira (Finanzverwaltung) integriert. Zudem war er Mitglied des Generalrats des Nationalen Verbandes portugiesischer Kommunen.
Von 1988 bis 1990 war Cabrita Dozent an der Juristischen Fakultät der Universität von Macau. Im Kabinett Sócrates I war er zwischen 2005 und 2009 Staatssekretär. Er ist auch ehemaliger Präsident der Kommission für Wirtschaft und Finanzen der Nationalversammlung. Im November 2014 ist er bekannt geworden bei einem Disput mit dem damaligen Staatssekretär für Steuerfragen, Paulo Núncio, dem er in einer Haushaltsausschuss-Sitzung für Finanzen und öffentliche Verwaltung, dem er vorstand, mehrmals das Mikrofon entzog und ihn nicht sprechen ließ. Wesentlich beteiligt war er auch an einer Reform der Sozialversicherung Portugals, die ihm Respekt verliehen hatte.
Cabrito ist mit der Ministerin für Meeresangelegenheiten Ana Paula Vitorino verheiratet.